# Keopsova piramida
Keopsova piramida, poznana tudi kot  Velika piramida ali Kufujeva piramida je grobnica faraona Kufua v Gizi. Je najstarejša in največja piramida v Gizi, ter najstarejše svetovno čudo. Piramida je zgrajena kot grobnica faraona Kufuja, ki so ga Grki imenovali Keops. Graditelj je bil Hemiunu, Kufujev nečak.
Domnevajo, da jo je gradilo okoli 100 000 ljudi polnih 20 let. Vsak kamen je visok 2 m, nekateri so dolgi tudi 5 m.
Bloki apnenca in granita iz katerih je zgrajena ta piramida, so bili pridobljeni iz kamnoloma na levi obali Nila in pripeljani s čolni po reki. To so lahko delali le spomladi, ko je Nil poplavljal, iz česar sklepajo, da je bilo potrebno 20 let in okoli 500 000 prevozov, da bi dostavili potrebno količino kamna. Ko so kamnite bloke pripeljali, jih je skupina ljudi vlekla ali kako drugače transportirala (ugibanj je mnogo). Vsak je tehtal okoli 2 toni. Zatem so jih nalagali v sloje skladno z načrtom prave piramide. Tudi ta tehnologija je predmet ugibanj.
Piramida je bila ob izgradnji visoka 146,5 m a se je tekom let znižala za pribljižno 10 m. Površina piramide je bila pokrita z zelo gladkim apnencem. V piramido je vgrajenih okoli 2.300.000 kamnitih blokov. Na severni strani ima vhod v notranjost. Notranjost piramide sestavljajo trije prostori povezani s številnimi hodniki. V središču je kraljeva grobnica, kjer je sarkofag iz rdečega granita.
Kot stranice v odnosu na osnovno ravnino znaša 51° in 51', vsaka stranica je pazljivo orientirana proti eni od smeri neba. Tloris zgradbe je pravi kvadrat,  dolžina stranice znaša 229 metrov. Uradniki, ki so služili Kufuju, so si dali svoje grobnice zgraditi okoli njegove piramide. To so mastabe, v njih pa so pokapani tudi člani kraljeve družine.
Leta 1954 so v jami poleg Kufujeve piramide našli nedotaknjeno ladjo dolgo okoli 48 in široko okoli 5 metrov. Po 16 letih dela je bila restavrirana in razstavljena v moderni zgradbi nedaleč od nahajališča.
- Karta Khufujeve nekropole
- Velika piramida v Gizi
- Pečat s Kufujevim imenom Akhet-Khufu
- Velika sfinga

## Vir
- Umetnost v slikah, Visoke kulture starega sveta, DZS 1987, ISBN 86-341-0113-4, ISBN 86-341-0114-2